# 방법논쟁

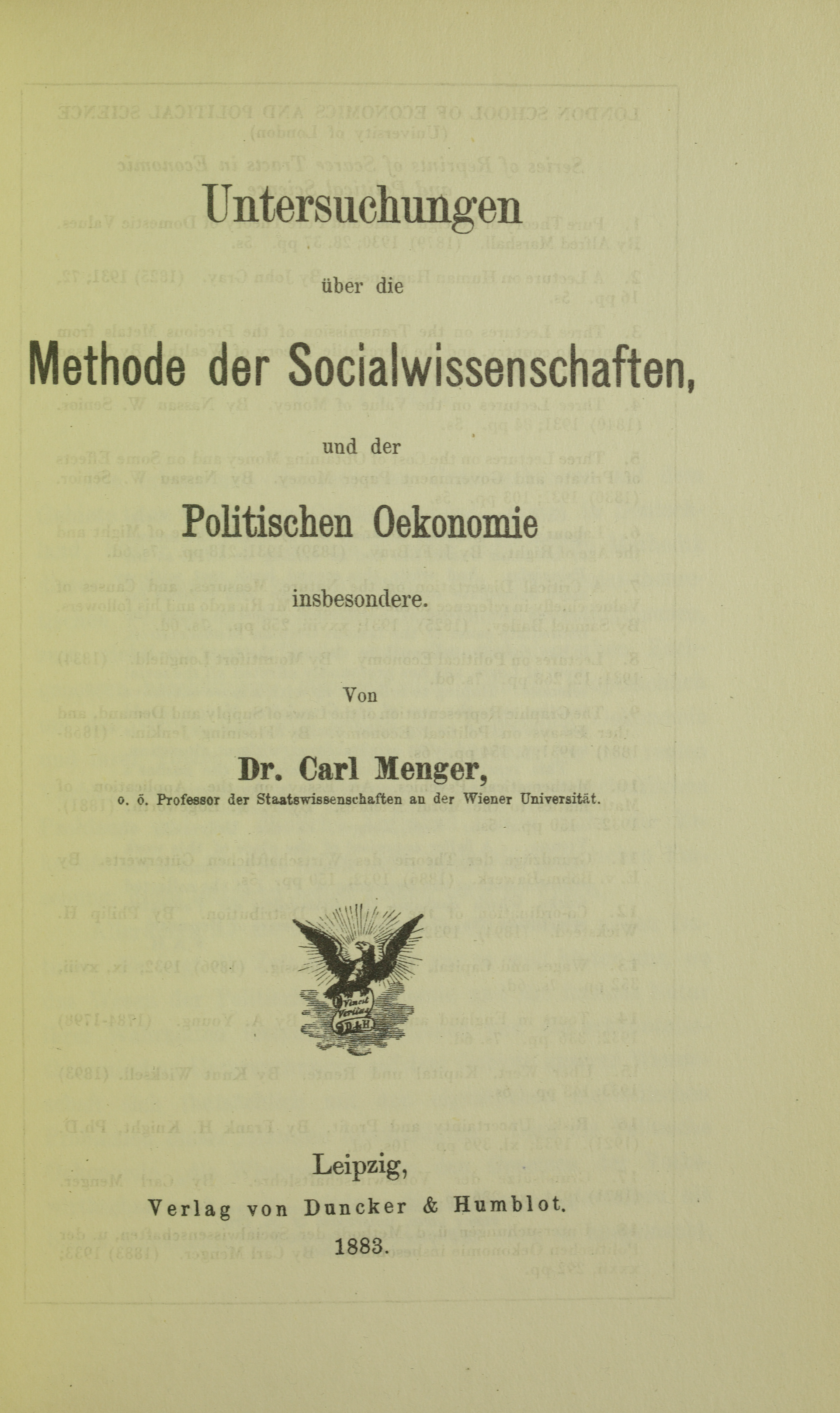

방법논쟁(Methodenstreit)은 1880년대에 시작되어 해당 분야의 오스트리아 학파와 (독일) 역사학파 사이에서 10년 이상 지속된 경제학 논쟁이었다. 논쟁은 사회 과학에서 일반 이론의 위치와 인간 행동의 역학을 설명하는 역사의 사용에 관한 것이다. 또한 개인과 국가의 역할을 포함한 정책 및 정치적 문제를 다루었다. 그럼에도 불구하고, 방법론적 관심이 가장 중요했고 오스트리아 학파의 일부 초기 구성원들도 역사 학파에서 두드러지게 옹호한 복지 국가의 형태를 옹호했다.
토론이 시작되자 칼 멩거는 오스트리아학파의 입장을 발전시켰고 구스타프 폰 슈몰러는 역사학파의 접근을 옹호했다.

## 역사
역사학파는 경제학자들이 통계와 역사적 자료의 수집과 연구를 통해 새롭고 더 나은 사회법칙을 개발할 수 있고 역사적 경험에서 파생되지 않은 불신 이론을 주장했다. 따라서 독일역사학파는 정치경제학의 변화에 있어서 가장 큰 변수로서 특정한 역동적 제도에 초점을 맞추었다. 역사학파는 인간의 행동이 (일단 과학이 충분히 발전하면) 물리적, 화학적 반응으로 설명될 수 있고 또 그렇게 될 것이라는 생각인 유물론적 결정론에 반대했다.
첫 번째 움직임은 카를 멩거가 1883년 저서에서 슈몰러와 독일 역사학파를 공격했을 때였다. 멩거는 경제학을 공부하는 가장 좋은 방법은 이성과 광범위한 분야에 적용되는 일반 이론을 찾는 것이라고 생각했다. 멩거는 다른 오스트리아 학파와 마찬가지로 경제학의 주관적이고 원자론적인 성격에 집중했다. 그는 주관적인 요소를 강조했다. 그는 경제학의 근거가 이기심, 주변부 평가, 불완전한 지식에 기초했다고 말했다. 그는 집합적이고 집합적인 아이디어는 개별 구성 요소에 의존하지 않는 한 적절한 기반을 가질 수 없다고 말했다.
독일 역사학파에 대한 직접적인 공격은 슈몰러가 멩거의 책에 대해 호의적이지 않고 상당히 적대적인 평가로 신속하게 대응하도록 이끌었다. 멩거는 도전을 받아들이고 친구에게 보낸 편지 형식으로 열정적인 소책자에서 답장을 보냈다. 그는 (하이에크에 따르면) "무자비하게 슈몰러의 입장을 무너뜨렸다". 스승들 사이의 만남은 곧 제자들이 모방했다. 과학적 논쟁에서 흔히 볼 수 없는 적대감이 발전했다.

## 같이 보기
- 수리철학
- 과학철학
- 실증경제학